# Schloss Harrlach
Schloss Harrlach ist ein abgegangenes Schloss in Harrlach, einem Gemeindeteil der Kreisstadt Roth im Landkreis Roth (Mittelfranken, Bayern).

## Geschichte
1343/45 wurde Harrlach in einer Kaufurkunde erstmals namentlich erwähnt. Von den Glasnapfen ging Harrlach 1370 an die Patrizierfamilie Stromer von Reichenbach, 1411 an die Kaufmannsfamilie Tracht (auch: Trachten) und 1482 an die Fütterer. In ihrer Zeit wurde das Schloss errichtet, das bis 1929 bestand. Nach dem Erlöschen der Fütterer, erbten 1586 die Thill (auch: Hack von Suhl) den Schlossbesitz. Den Thill folgten 1693 durch Heirat die Rieter von Kornburg (auch: Rieter von Kornburg, Kalbensteinberg und Harrlach), die bereits seit 1540 Teilbesitzer von Harrlach waren. Von den Rietern ging der Besitz 1720 durch Heirat auf die Seckendorff über, die 1727 an die Holzschuher verkauften. Die Holzschuher nannten sich daraufhin Holzschuher von Harrlach. 1874 verkaufte Christian Gottlieb Veit August Freiherr von Holzschuher den ganzen Schlossbesitz an Johann Nepomuk von Habel, von dem er 1880 an den Freiherrn Lothar von Faber und weiter im Erbwege an die Grafen von Faber-Castell gelangte. 1929 wurde das Schloss von den Faber-Castell abgebrochen.

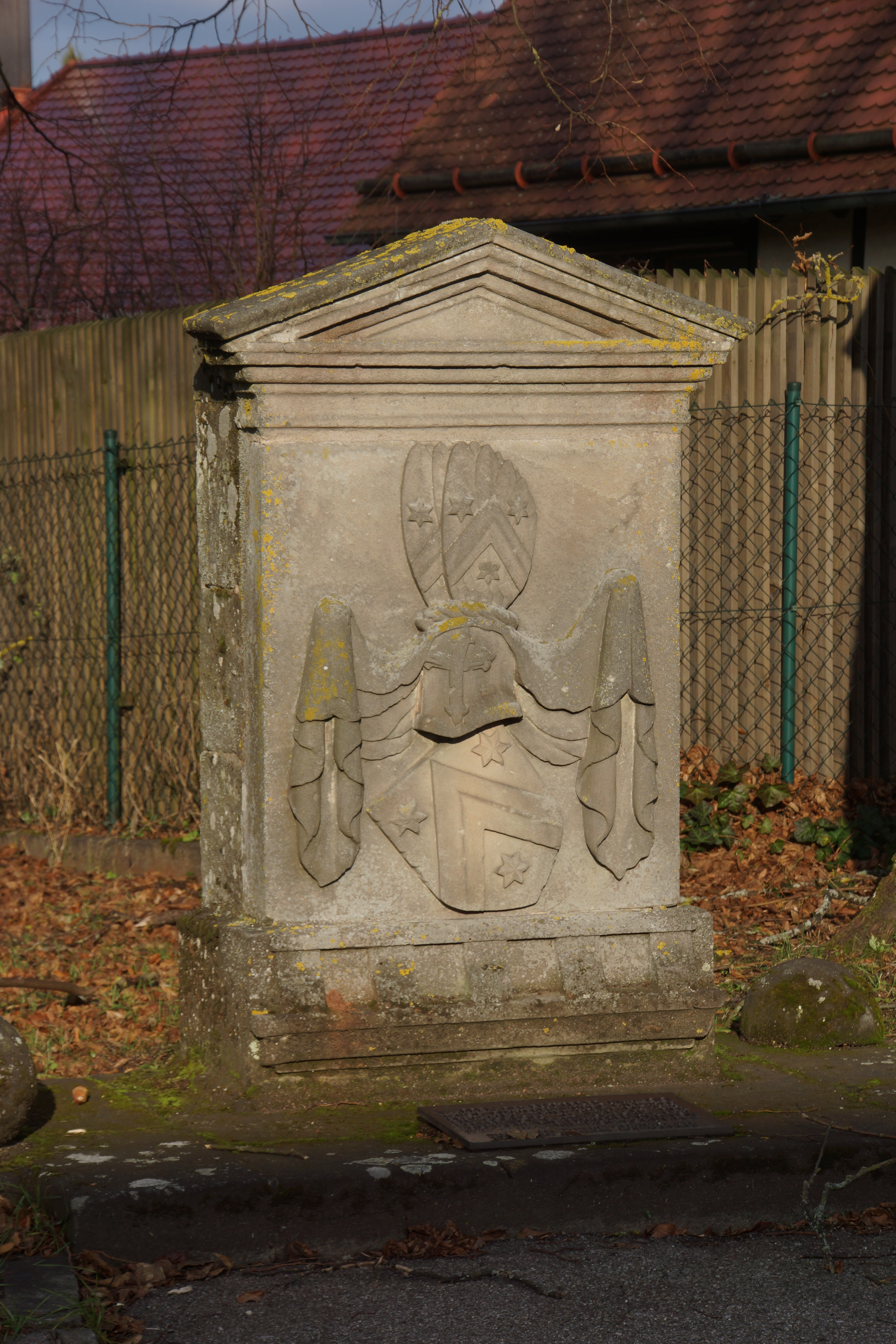
Der Fütterer Wappenstein - Harrlach

Erhalten vom Schloss ist nur ein Wappenstein der Fütterer, der sich anstelle einer alten Linde im Innenhof des Schlosses befindet.